# Helguvík
Helguvík är en vik i republiken Island.   Den ligger i regionen Västlandet, i den västra delen av landet, 40 km nordost om huvudstaden Reykjavík.
Inlandsklimat råder i trakten. Årsmedeltemperaturen i trakten är −1 °C. Den varmaste månaden är juni, då medeltemperaturen är 10 °C, och den kallaste är februari, med −8 °C.